# چیزی برای وحشت نیست (آلبوم اوینگو بوینگو)
چیزی برای وحشت نیست (به انگلیسی: Nothing to Fear) دومین آلبوم استودیویی گروه آمریکایی اوینگو بوینگو در سبک موج نو می‌باشد که در سال ۱۹۸۲ توسط ای-اند-ام رکوردز منتشر گردید.